# Hendrik Jan Hein

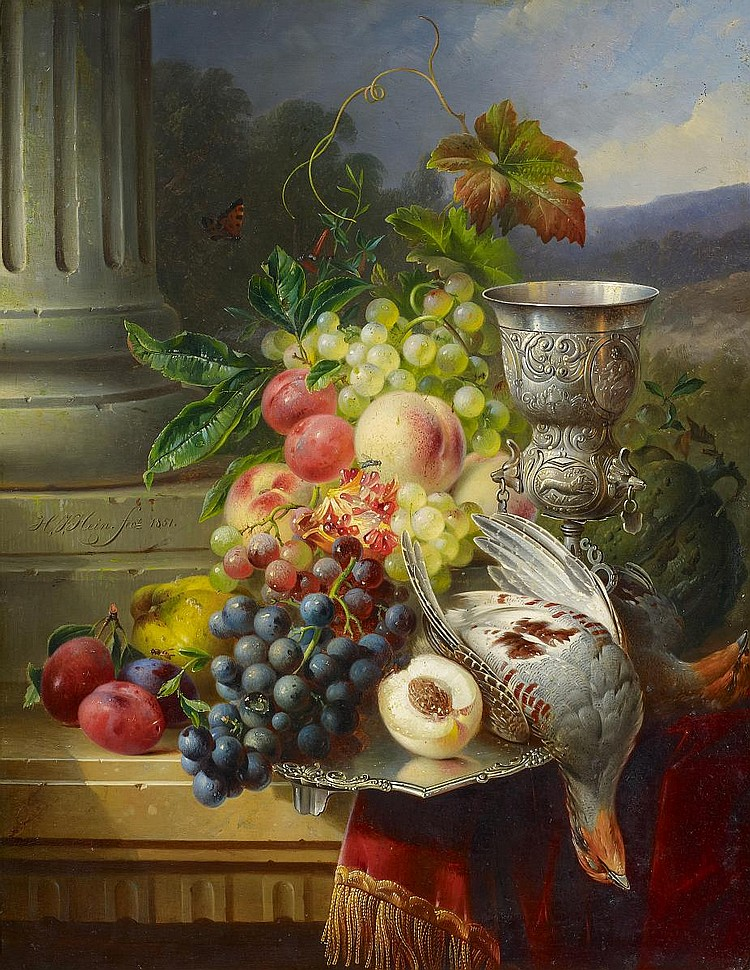
Jägerstillleben mit Obst und einem silbernen Pokal

Hendrik Jan Hein (* 19. Februar 1822 in Kampen; † 8. Januar 1866 ebenda) war ein niederländischer Blumen- und Stilllebenmaler, Bruder des Malers Christianus Hendricus Hein. 
Hendrik Jan Hein war in Hilversum Schüler von Jacob Plugger (Zeichnung) und Joannes Esman (Malerei). James de Rijk in Hilversum und Hendrik Reekers in Haarlem erteilten ihm Ratschläge zur Weiterbildung.
Er war von 1842 bis 1845 in Hilversum tätig, 1846 unternahm er eine Studienreise nach Bentheim und Kleve, blieb dann 1847 und 1848 in Haarlem und ließ sich 1849 in seiner Heimatstadt Kampen nieder.
Neben den Gemälden schuf er auch Radierungen mit Blumen, Früchten und Wild.
Er unterrichtete den Maler Pieter Hendrik Hermanus Tholen (1831–1913).
Von 1839 bis 1863 nahm er an den Ausstellungen in Amsterdam und Den Haag teil.
Er starb im Alter von 44 Jahren.